# Plummer-Gletscher
Der Plummer-Gletscher ist ein kurzer Gletscher im westantarktischen Ellsworthland. In den Enterprise Hills des Ellsworthgebirges fließt er nördlich des Lippert Peak und der Douglas Peaks in östlicher Richtung.
Der United States Geological Survey kartierte den Gletscher anhand eigener Vermessungen und Luftaufnahmen der United States Navy aus den Jahren von 1961 bis 1966. Das Advisory Committee on Antarctic Names benannte ihn im Jahr 1966 nach dem Glaziologen Charles Carlton Plummer (* 1937) von der Ohio State University, der 1965 im Rahmen des United States Antarctic Research Program auf der Palmer-Station tätig war.